# Taszár, Somogy
Taszár  este un sat în districtul Kaposvár, județul Somogy, Ungaria, având o populație de 1.993 de locuitori (2011). 

## Demografie
Componența etnică a satului Taszár
     Maghiari (95,57%)
     Romi (1,67%)
     Germani (1,09%)
     Necunoscut (1,26%)
     Alții (0,4%)
Componența confesională a satului Taszár
     Romano-catolici (43%)
     Fără religie (18,16%)
     Reformați (4,62%)
     Atei (1,25%)
     Necunoscută (32,21%)
     Alte religii (1,51%)
Conform recensământului din 2011, satul Taszár avea 1.993 de locuitori. Din punct de vedere etnic, majoritatea locuitorilor (95,57%) erau maghiari, existând și minorități de romi (1,67%) și germani (1,09%). Apartenența etnică nu este cunoscută în cazul a 1,26% din locuitori. Nu există o religie majoritară, locuitorii fiind romano-catolici (43,0%), persoane fără religie (18,16%), reformați (4,62%) și atei (1,25%). Pentru 32,21% din locuitori nu este cunoscută apartenența confesională.